# Haus Isaak Israel und Moritz Mändle

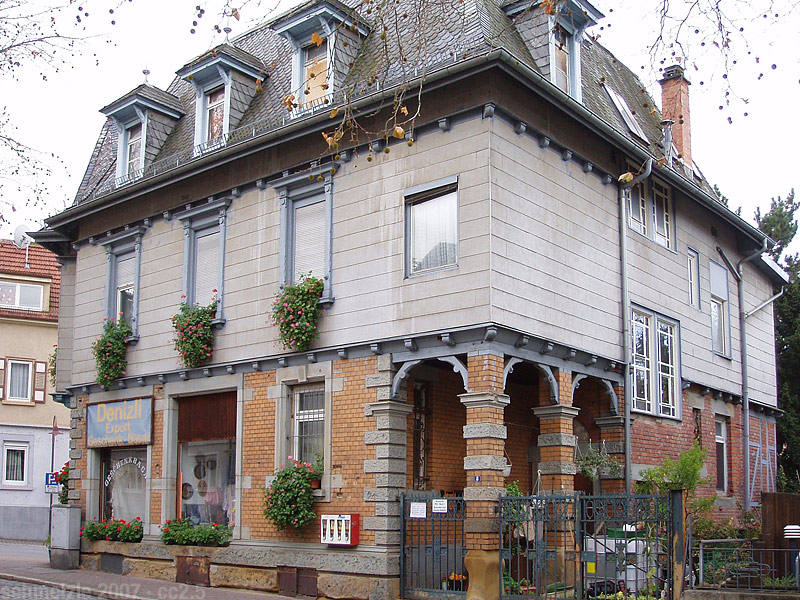
Haus Israel/Mändle in Heilbronn-Sontheim

Das Haus Isaak Israel und Moritz Mändle an der Hauptstraße 8 in Sontheim ist ein zweigeschossiger Profanbau, der 1896 sowohl in Sichtziegelbauweise als auch in Sichtfachwerk nach Plänen der Hausarchitekten der Zwirnerei Ackermann, Hermann Maute und Theodor Moosbrugger, gebaut wurde. Das Erdgeschoss ist im Stil der Neorenaissance horizontal gegliedert, und das Obergeschoss zeigt durch das dekorative Sichtfachwerk Landhauscharakter. Das Haus steht unter Denkmalschutz.

## Beschreibung
Das Erdgeschoss des Gebäudes ist aus Backsteinen erbaut und an den Ecken von Lisenen in Quaderform aus Sandstein eingefasst. Das erste Obergeschoss ist als dekoratives Sichtfachwerk ausgeführt worden. Die Knaggen und Balkonkonsolen weisen schön ausgearbeitete Schnitzereien auf. Das Gebäude besitzt oberhalb der zur Straße hin abgeschrägten Ecke, im Erdgeschoss mit dem Haupteingang, im 1. Geschoss einen Eckerker, der eine Turmbekrönung aufweist. Sowohl das Dach als auch der Turmhelm sind aus Schiefer.
Das Haus Israel/Mändle korrespondiert mit dem sich schräg gegenüber befindenden Alten Sontheimer Rathaus, das nur ein Jahr vorher ebenfalls als Wohnhaus in Sichtziegelbau/Sichtfachwerk erbaut worden war. Während das Sichtfachwerk des alten Rathauses, das zeitweise überputzt worden war, inzwischen wieder freigelegt ist, ist das Fachwerk des Hauses Israel/Mändle heute unter einer nachträglich angebrachten Außenverkleidung verborgen.